# Marina Wandruszka
Marina Wandruszka (* 1954 in Wien) ist eine österreichische Schauspielerin. 

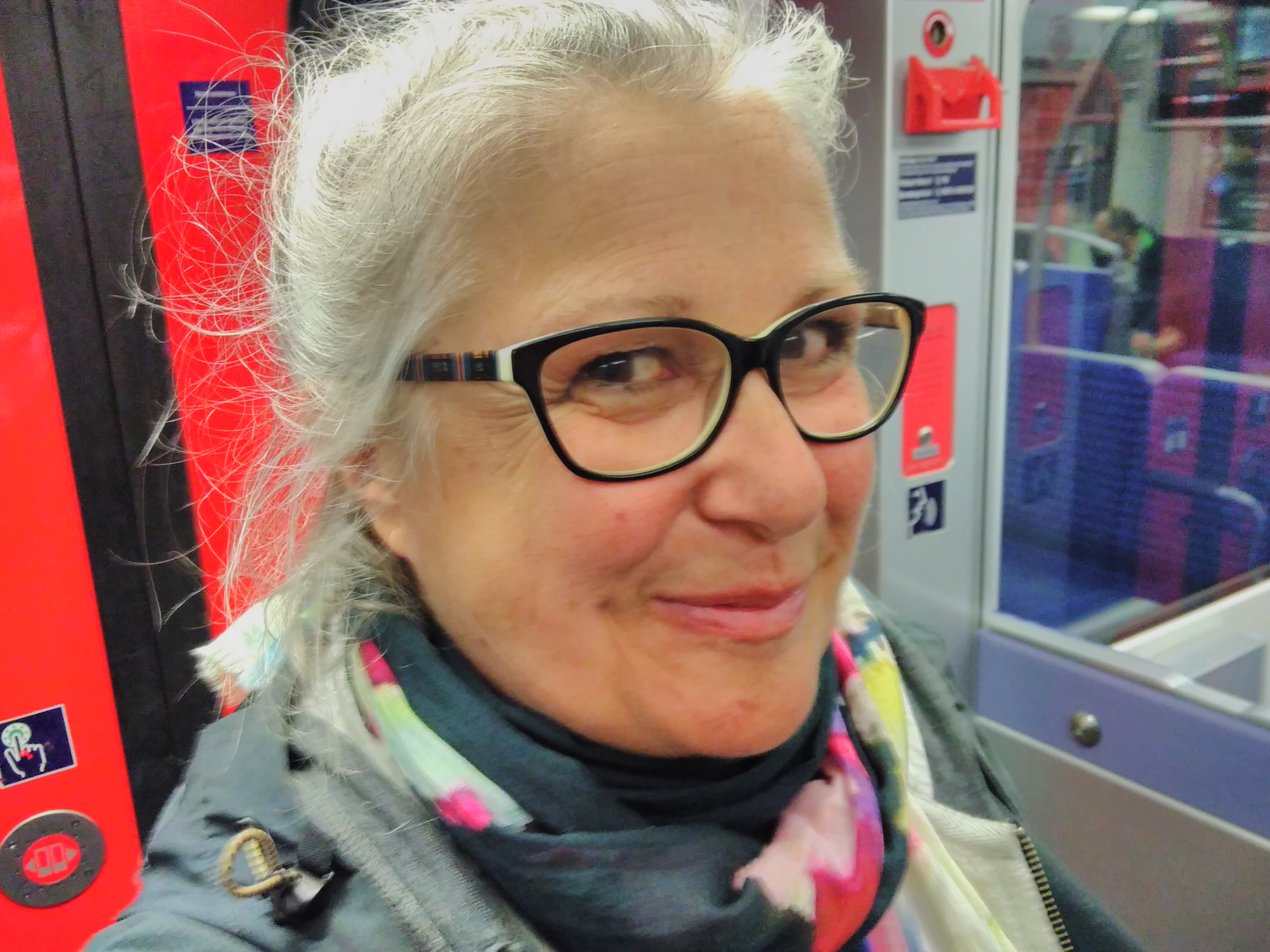
Schauspielerin Marina Wandruszka

## Leben
Marina Wandruszka ist die Tochter einer Italienerin und eines Österreichers, des Historikers Adam Wandruszka, und wuchs dementsprechend zweisprachig (Italienisch und Deutsch) in Köln und Venedig auf. Bereits während ihrer Schulzeit hatte sie in der Domstadt eine Tanzausbildung absolviert, ehe sie am Max Reinhardt Seminar in ihrer Geburtsstadt ein Schauspielstudium begann. Unterrichtet wurde sie unter anderem von Susi Nicoletti und Otto Schenk. Unter der Regie von Andrea Breth debütierte Wandruszka am Theater Bremen in der Rolle der Mizi Schlager in Arthur Schnitzlers Schauspiel Liebelei. Nach einer weiteren Station am Oldenburgischen Staatstheater kam sie nach Hamburg und sang an der dortigen Staatsoper die Partie der Ida in Johann Strauss’ Operette Die Fledermaus. Hier wurde Wandruszka von Jürgen Flimm an das Schauspielhaus Zürich engagiert und spielte dort die Titelrolle in Gotthold Ephraim Lessings Komödie Minna von Barnhelm, nach eigenen Angaben ihre Lieblingsrolle. 1985 folgte sie Flimm an das Hamburger Thalia Theater, dessen Ensemble sie seither angehört.
Neben der Schauspielerei ist Marina Wandruszka auch als Regisseurin tätig. Ihre ersten Inszenierungen zeigte sie an der damaligen zweiten Spielstätte des Thalia Theaters, dem TiK – Theater in der Kunsthalle, das von 1972 bis 2000 existierte. Weitere Regiearbeiten waren unter anderem die Mozart-Oper Die Hochzeit des Figaro in Amsterdam sowie in Innsbruck Die Csárdásfürstin von Emmerich Kálmán und Giuseppe Verdis Oper La traviata.
Vor der Kamera hat Marina Wandruszka bislang nur sporadisch gearbeitet, ebenso wie für den Hörfunk.

## Filmografie
- 1979: George Dandin
- 1984: Lieber Vater
- 1986: Stammheim
- 1988: Die Mitspeisenden (Kurzfilm)
- 1998: Lisa Falk – Eine Frau für alle Fälle – Die Falle

## Hörspiele
- 1977: Ursula Krechel: Die Entfernung der Wünsche am hellen Tag  – Regie: Horst Loebe
- 1979: Arnold E. Ott: Aus Liebe für Angelika
- 1981: Willy H. Thiem (Autor und Regie): Staub
- 1989: Susanne Klippel (Autorin und Regie): Die Buchstabenhütte
- 1990: Klaus Stephan: Die Mutter – Durchsagen ohne Gewähr – Regie: Robert Matejka
- 1992: Tony Fennelly: Mord auf der Klappe – Regie: Corinne Frottier